# Народный демократический союз (Португалия)

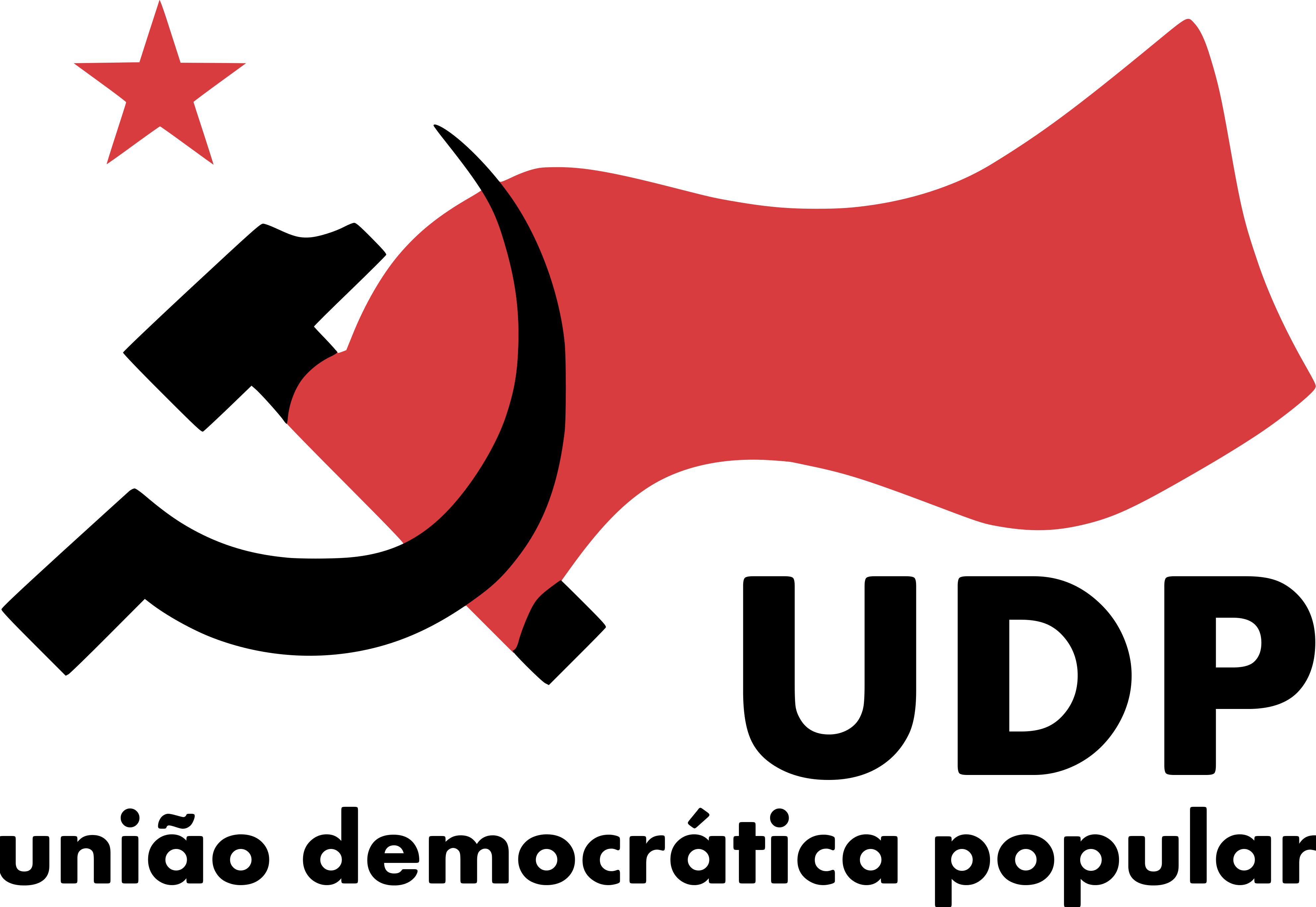
Символика НДП в 1975 году

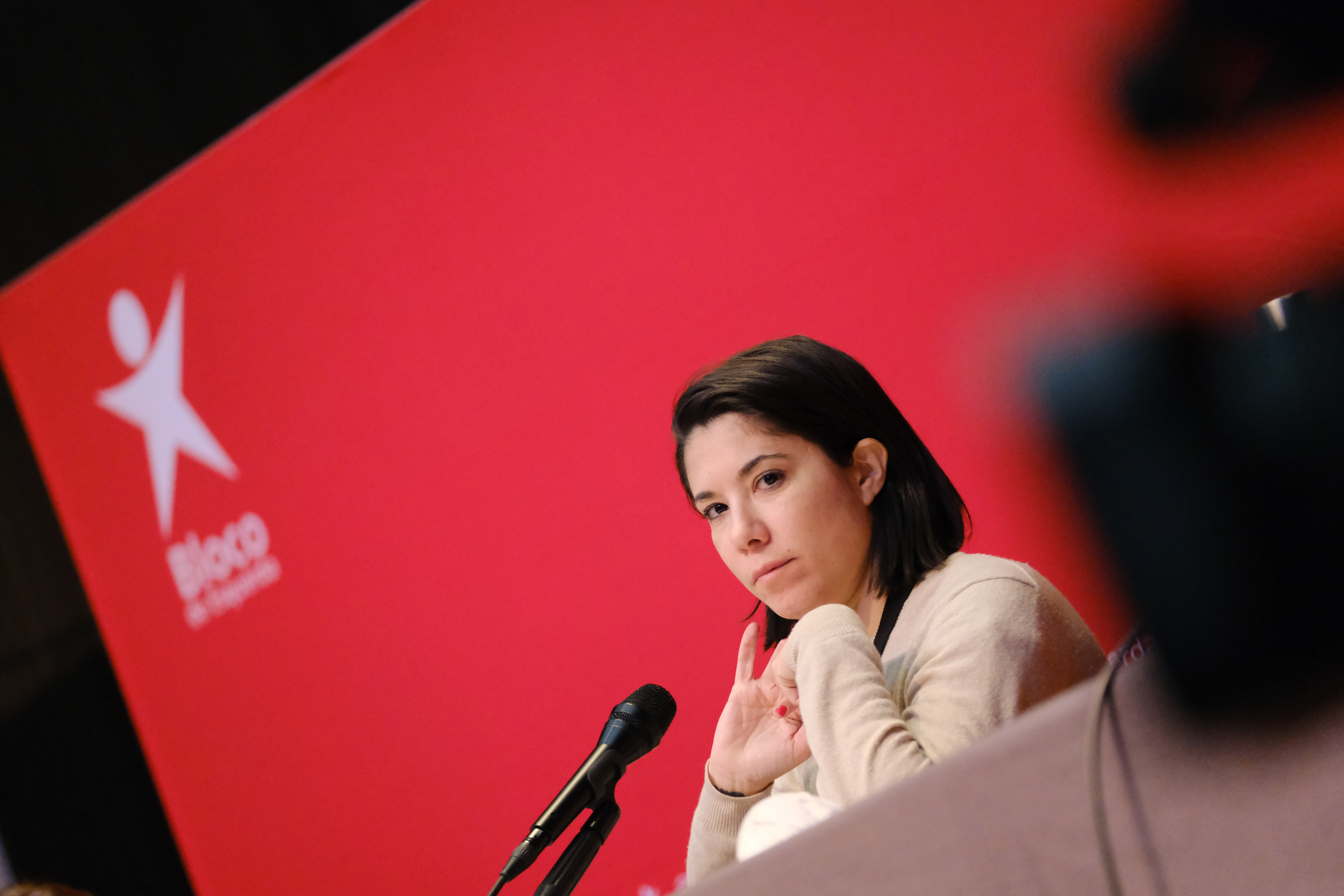
Жуана Мортагуа в 2021 году

Наро́дный демократи́ческий сою́з, НДС (порт. União Democrática Popular) — коммунистическое политическое движение в Португалии в 1974—2005 годах, с 2005 года — политическая ассоциация в составе Левого блока.

## История
НДС был учреждён 16 декабря 1974 года как массовый фронт нескольких маоистских организаций — Комитета за поддержку реконструкции партии (марксистско-ленинской), Революционного марксистско-ленинского союза и Революционных коммунистических комитетов (марксистско-ленинских). Первый съезд состоялся 9 марта 1975 года.
Союз участвовал в первых свободных португальских всеобщих выборах 1975 года, на которых набрал 0,8 % голосов и получил 1 депутатское место в Учредительном собрании, которое занял Америку Дуарте, а затем Афонсу Диаш, который и проголосовал за Конституцию 1976 года. В 1976 году союз был ведущей силой в Унитарном революционном движении в поддержку кандидатуры в президенты Отелу Сарайва де Карвалью, набравшего в итоге 16,5 % голосов по всей стране.
По результатам выборов 1976, 1979 и 1980 годов парламентский мандат у НДС (уже в Ассамблее Республики) сохранялся вплоть до выборов 1983 года (в 1982 году кресло депутата от НДС занимал популяризатор мирандского языка Амадеу Феррейра). Партии также удавалось неоднократно избирать депутатов в Законодательное собрание автономного района Мадейра.
К парламентским выборам 1983 года маоисты из НДС также начали сотрудничать с троцкистами из Революционной социалистической партии. Однако парламентское представительство им удалось восстановить только в период 1991—1995 годов в результате соглашения с Португальской коммунистической партией, которое вернуло кандидата НДС — майора Мариу Томе, бывшего участника Движения вооружённых сил накануне Революции гвоздик, — в Ассамблею Республики.
В 1999 году НДС вместе с РСП, Революционным фронтом левых и группой «Политика XXI» объединились в Левый блок. Последний, XVII съезд, проходивший 2—3 апреля 2005 года, принял решение о реорганизации НДС в Политическую ассоциацию НДС (Associação Política UDP) в составе Левого блока. Издает печатный орган «A Comuna», запущенный в 2003 году.
Кандидаты от НДС участвовали в двух президентских выборах. В 1991 году в президенты от баллотировался Карлуш Мануэль Маркеш (Carlos Manuel Marques), получивший 2,5 % голосов, участвовавший в выборах 1995 года Альберту Мануэль Матуш (Alberto Manuel Matos) набрал 0,0 %. В 2001 году уже от Левого блока шёл Фернанду Розаш, набравший 3,0 % голосов.
В 2010—2015 годах Политическую ассоциацию НДС возглавляла член Постоянного комитета Левого блока и одна из самых узнаваемых деятельниц партии Жуана Мортагуа (1985 года рождения).
Членом Народного демократического союза был Падре Макс — католический священник-леворадикал, убитый ультраправыми боевиками в 1976 году.